# Melobesia tomitaroi
Melobesia tomitaroi Kloczcova, 1987  é o nome botânico  de uma espécie de algas vermelhas  pluricelulares do gênero Melobesia, subfamília Melobesioideae.
- São algas marinhas encontradas na Coreia, Japão e Rússia.

## Sinonímia
- Melobesia pacifica  Masaki, 1968
- Melobesia masakii  Baba & Yoshida, 1997